# Boks na Igrzyskach Wspólnoty Narodów 1994
Boks na Igrzyskach Wspólnoty Narodów 1994 − 15. edycja igrzysk Wspólnoty Narodów. Rywalizacja miała miejsce w Victorii. Piętnasta edycja odbywała się w dniach 18−28 sierpnia a zawodnicy rywalizowali w 12. kategoriach wagowych.

## Medaliści
| Kategoria wagowa               | Złoto                | Srebro            | Brąz                                |
| Waga papierowa (-48 kg)        | Abdirahman Ramadhani | Victor Kasote     | Birju Sah Domenic Figliomeni        |
| Waga musza (-51 kg)            | Paul Shepherd        | Duncan Karanja    | Danny Costello Boniface Mukuka      |
| Waga kogucia (-54 kg)          | Robbie Peden         | Spencer Oliver    | Fred Muteweta Godson Sowah          |
| Waga piórkowa (-57 kg)         | Casey Patton         | Jason Cook        | James Swan Hassan Matumla           |
| Waga lekka (-60 kg)            | Michael Strange      | Martin Renaghan   | Kalolo Fiaui Arshad Hussain         |
| Waga lekkopółśrednia (-63,5kg) | Peter Richardson     | Mark Winters      | Tijani Moro Trevor Shailer          |
| Waga półśrednia (-67 kg)       | Neil Sinclair        | Albert Eromsole   | Richard Rowless Wald Fleming        |
| Waga junior średnia (-71 kg)   | James Webb           | Bob Gasio         | Rival Cadeau Joe Townsley           |
| Waga średnia (-75 kg)          | Rowan Donaldson      | Rasmus Ojemaye    | John Marvin Penniston Peter Wanyoke |
| Waga półciężka (-81 kg)        | Robert Brown         | John Wilson       | Peter Opiyo France Mabiletsa        |
| Waga ciężka (-91 kg)           | Omar Ahmed           | Stephen Gallinger | Charles Kizza Ezwell Ndlovu         |
| Waga super ciężka (+91 kg)     | Duncan Dokiwari      | David Anyim       | Danny Williams Paea Wolfgramm       |